# Farní škola u sv. Jindřicha a sv. Kunhuty
Bývalá svatojindřišská farní škola v těsném sousedství kostele svatého Jindřicha a svaté Kunhuty je renesanční budova na adrese Jindřišská 974/32, Praha 1-Nové Město.

## Historie
Původní farní škola při kostele sv. Jindřicha stávala na Senovážném náměstí, jako jedna ze sedmi farních škol na pražském Novém Městě. Nová renesanční budova pak vznikla na současném místě. Podle data vytesaného v portálu, vznikla roku 1358, tedy v době gotické architektury, současná podoba školy však pochází z období renesance a později byla upravována také v období klasicismu.
Vznik tohoto školního zařízení roku 1358 je spojen s povýšením roku 1351 nově vystavěného křižovnického kostela sv. Jindřicha a sv. Kunhuty na farní. Budova farní školy stávala mezi kostelem a farou. Ta se nacházela v místě křižovatky dnešních ulic Růžové a Jindřišské.
Vyučovalo se zde základním naukám tehdejší doby, tzn. čtení, psaní, počty, základy latiny a církevní zpěv.

## Rekonstrukce
V 70. letech 20. století zde Pražské středisko státní památkové péče a ochrany přírody dozorovalo rekonstrukci budovy včetně sgrafit na fasádě a jeho archeologický odbor ve dvoře budovy prováděl archeologický průzkum.

## Popis
V interiéru budovy jsou zachované původní klenby a renesanční krov. Ke škole náleží pozemek se zahradou, na niž navazuje zahrada dříve farská. Obě jsou pozůstatky rozsáhlých zahrad, na které od poloviny 14. století navazovala zahrada královského lékárníka Angela z Florencie (nyní zastavěná budovou Hlavní pošty) a sahaly až ke Koňskému trhu. Postupem času ustupovaly novoměstské zástavbě.

## Galerie

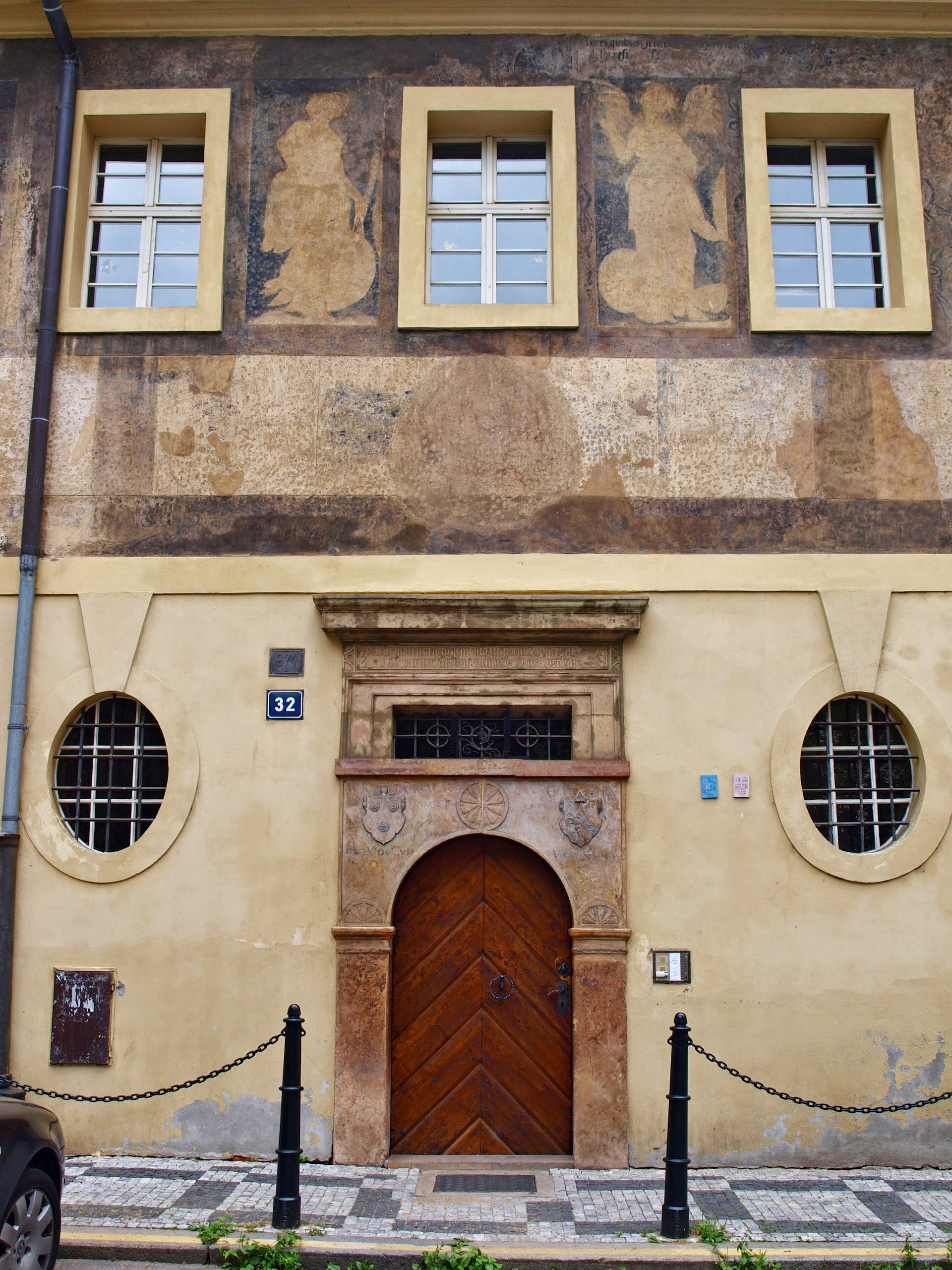
Portál farní školy u sv. Jindřicha a sv. Kunhuty
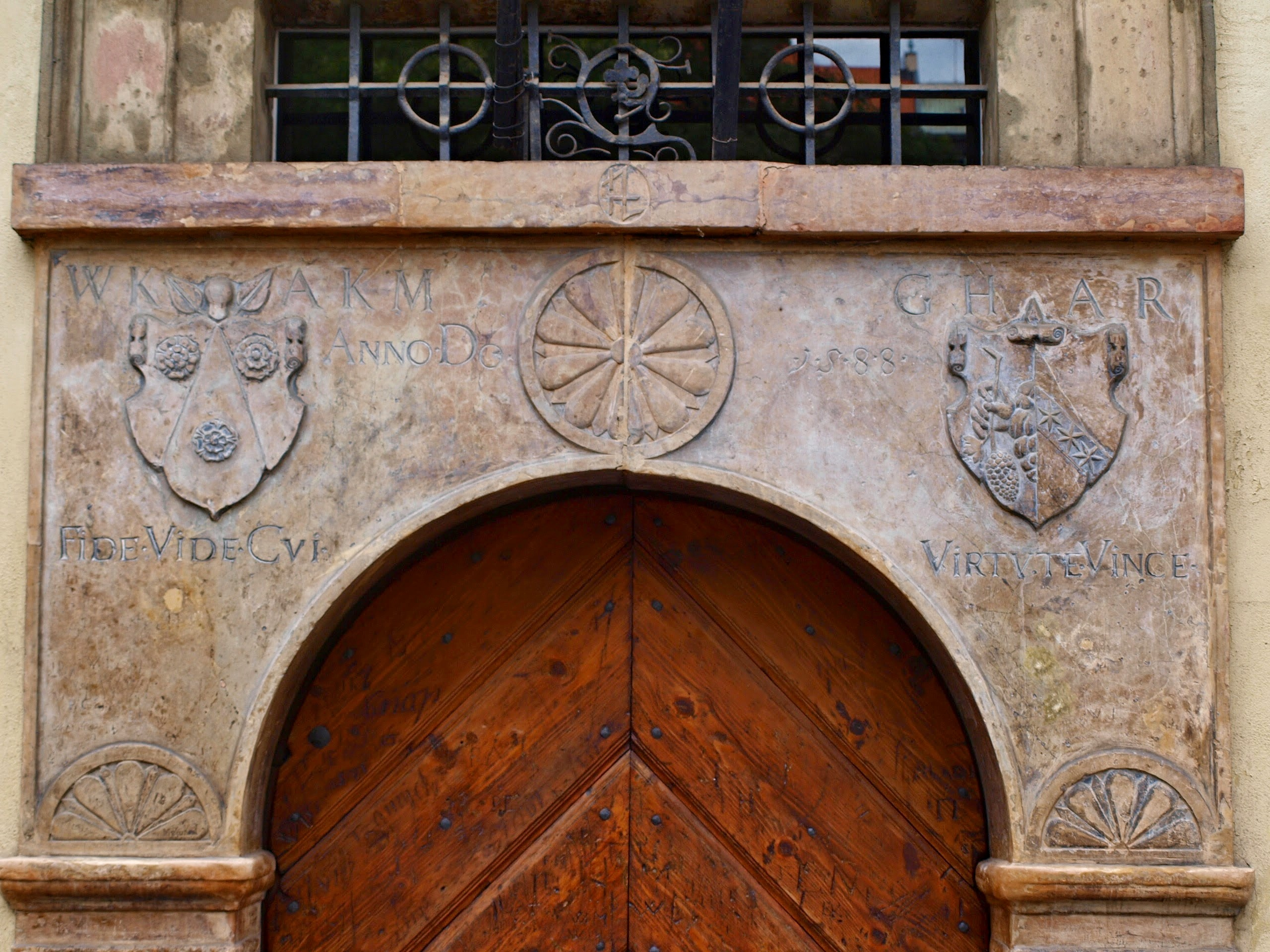
Gotický portál farní školy u sv. Jindřicha a sv. Kunhuty